# Língua púnica
O púnico é uma língua semítica extinta, falada na região mediterrânea do norte da África e algumas ilhas do Mar Mediterrâneo pelos povos da cultura púnica (de origem fenícia) até por volta do século IV d.C.

## Características
A língua púnica é uma variante da língua fenícia falada no nas regiões ultramarinas da diáspora fenícia no norte da África, incluindo Cartago e o Mediterrâneo. É conhecida hoje por inscrições e evidências de nomes pessoais. A peça teatral Poenulus, de Plauto, apresenta frases em púnico que foram objeto de pesquisas, pois, ao contrário das incrições, essas preservam muito as vogais.

## Alfabeto
Como nas demais línguas semíticas, a escrita púnica usa um abjad (alfabeto sem vogais), escrito da direita para a esquerda. Tem 20 consoantes e 2 sinais gráficos.

## História
Agostinho de Hipona é considerado o último grande escritor antigo a ter algum conhecimento do idioma púnico, sendo considerado "a principal fonte primária a atestar a sobrevivência [tardia] do púnico". Escrevendo por volta do ano 401, ele escreveu (em Latim):
| Latim | Português |
| --- | --- |
| Quae lingua si improbatur abs te, nega Punicis libris, ut a viris doctissimis proditur, multa sapienter esse mandata memoriae. Poeniteat te certe ibi natum, ubi huius linguae cunabula recalent. | E, se a língua púnica é rejeitada por vocês, vocês negam o que foi admitido pelos homens mais estudados, que muitas coisas foram preservadas sabiamente do oblivium (esquecimento) das obras escritas em língua púnica. Vocês deveriam ter vergonha de ter nascido num país no qual o berço dessa língua ainda está quente. (Ep. xvii) |

A ideia de que o idioma púnico tenha exercido influência sobre a moderna língua maltesa foi inicialmente sugerida em 1565  Essa teoria veio a ficar desacreditada, com a maior parte das teorias indicando que o maltês seria derivada do árabe sículo, tendo, porém, muitas palavras de origem italiana. A língua púnica certamente foi falada em Malta durante um certo período da história, conforme evidenciaram a decifração da dita estela funerária de Melqart (mítico herói fenício, protetor de Tiro) e de outras inscrições encontradas nas ilhas do Mar Mediterrâneo depois da extinção da língua.